# Il mare verticale
Il mare verticale è una canzone di Paolo Benvegnù scritta con Massimo Fantoni, Andrea Franchi e Matteo Buzzanca.
È stata reinterpretata sia da Giusy Ferreri nel 2009, anno in cui la cover è stata inserita nel secondo album della cantante, Fotografie, che da Marina Rei nell'album Musa del 2009. Il 15 gennaio 2010 è stata pubblicata come singolo radiofonico insieme a Come pensi possa amarti.

## Tracce
1. Il mare verticale – 4:14